# Linka 14 (tramvaj v Île-de-France)
 

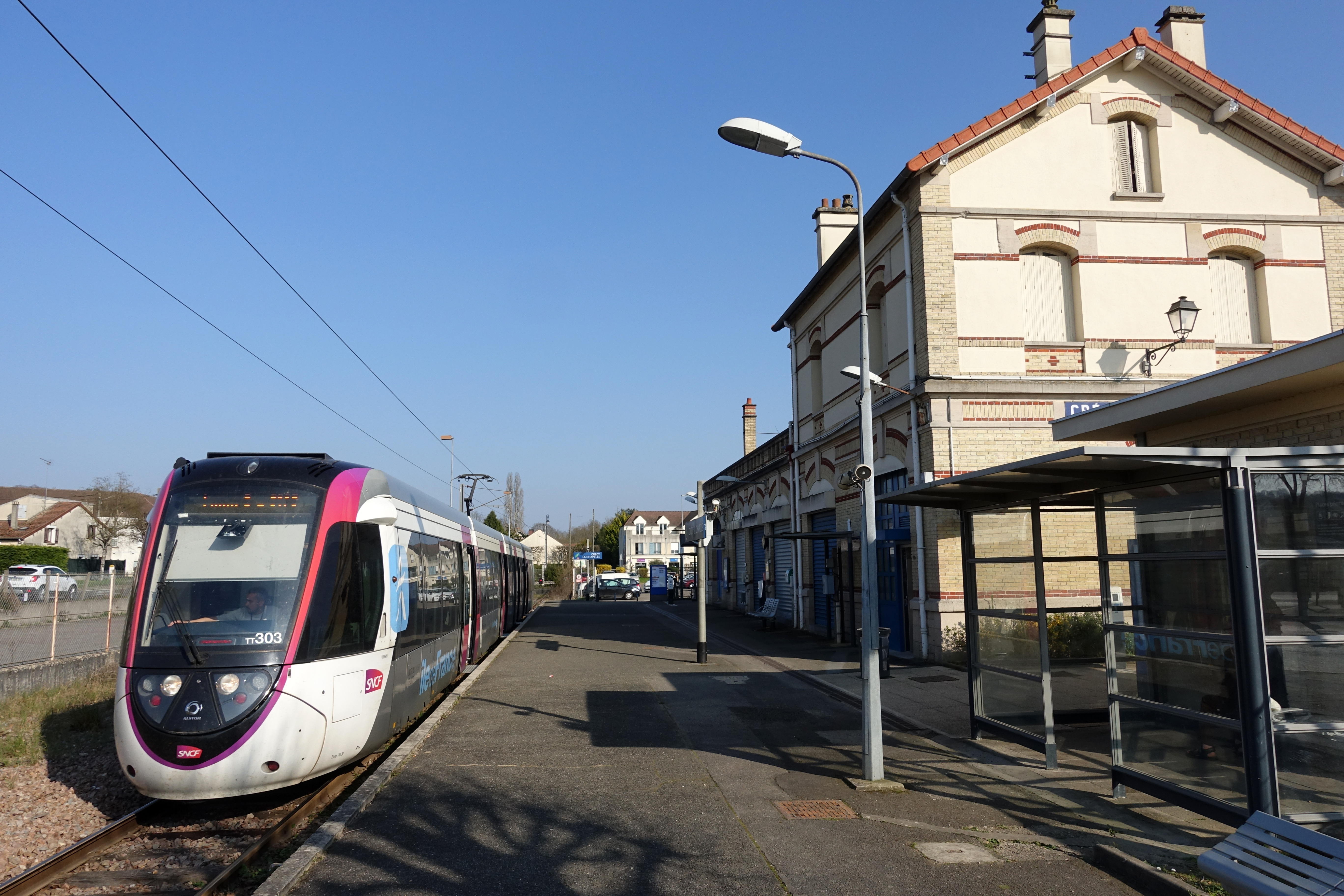
Vlakotramvaj Alstom Citadis Dualis ve stanici Crecy-la-Chapelle

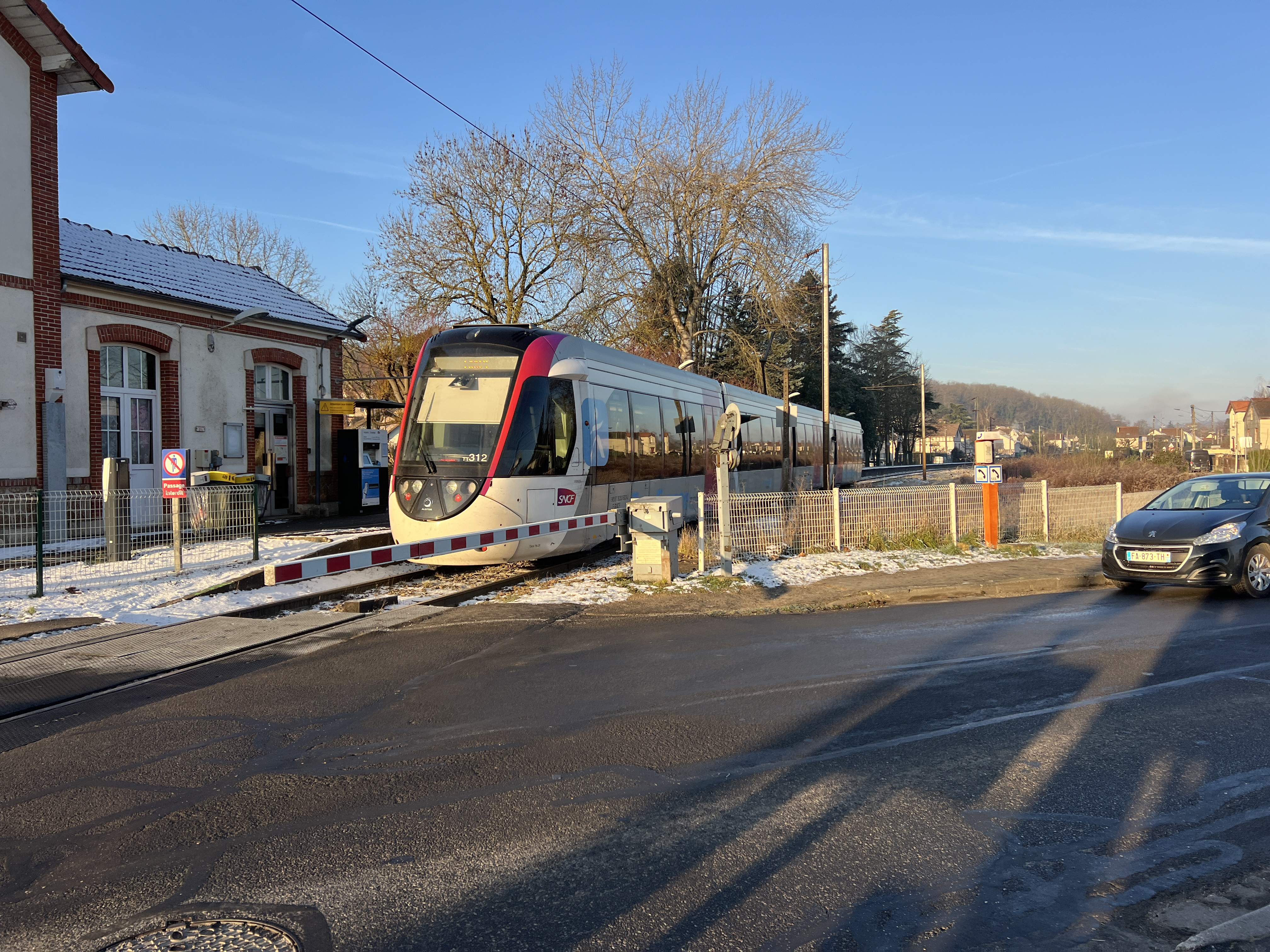
Stanice Montry - Condé

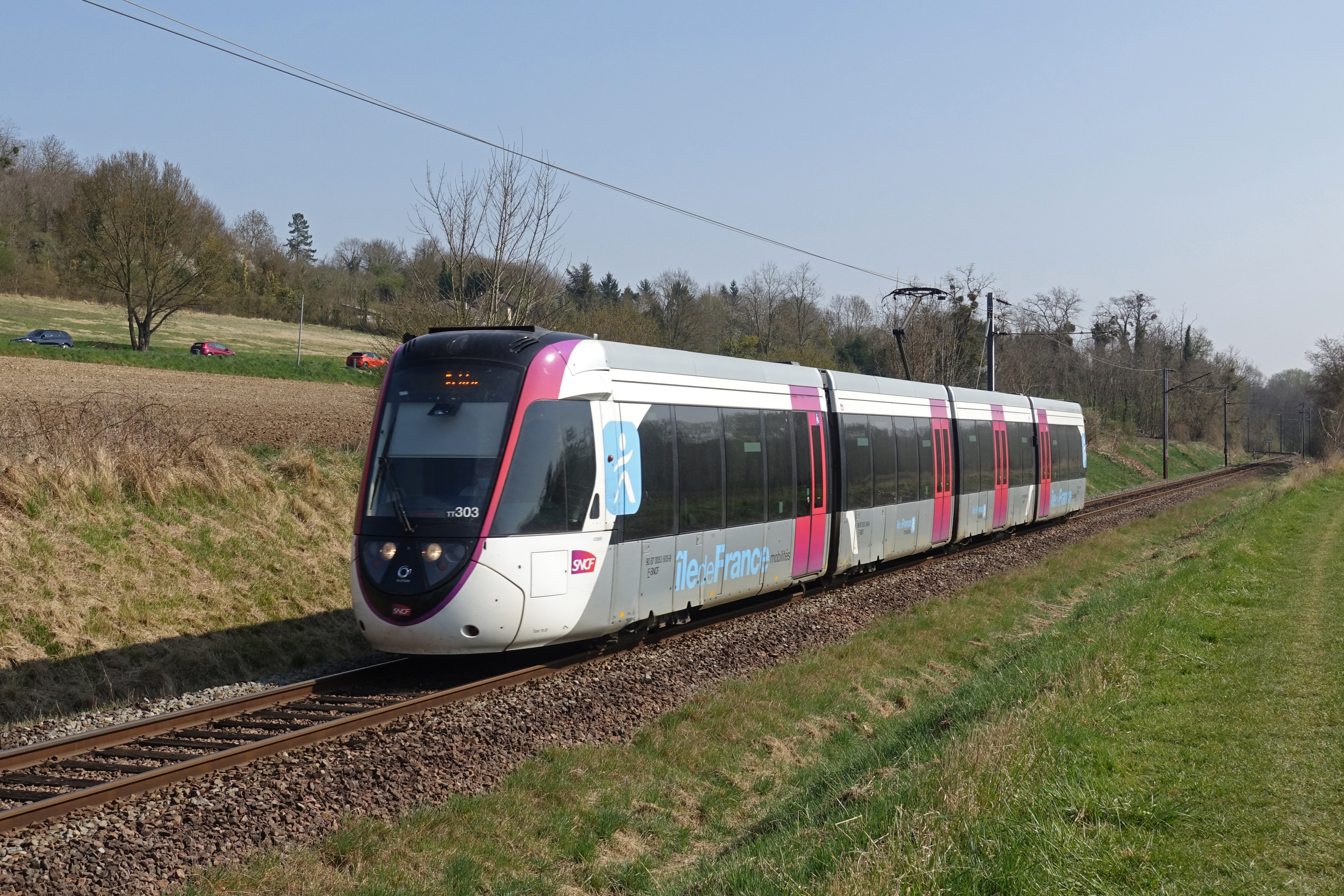
Trať u Couilly-Pont-aux-Dames

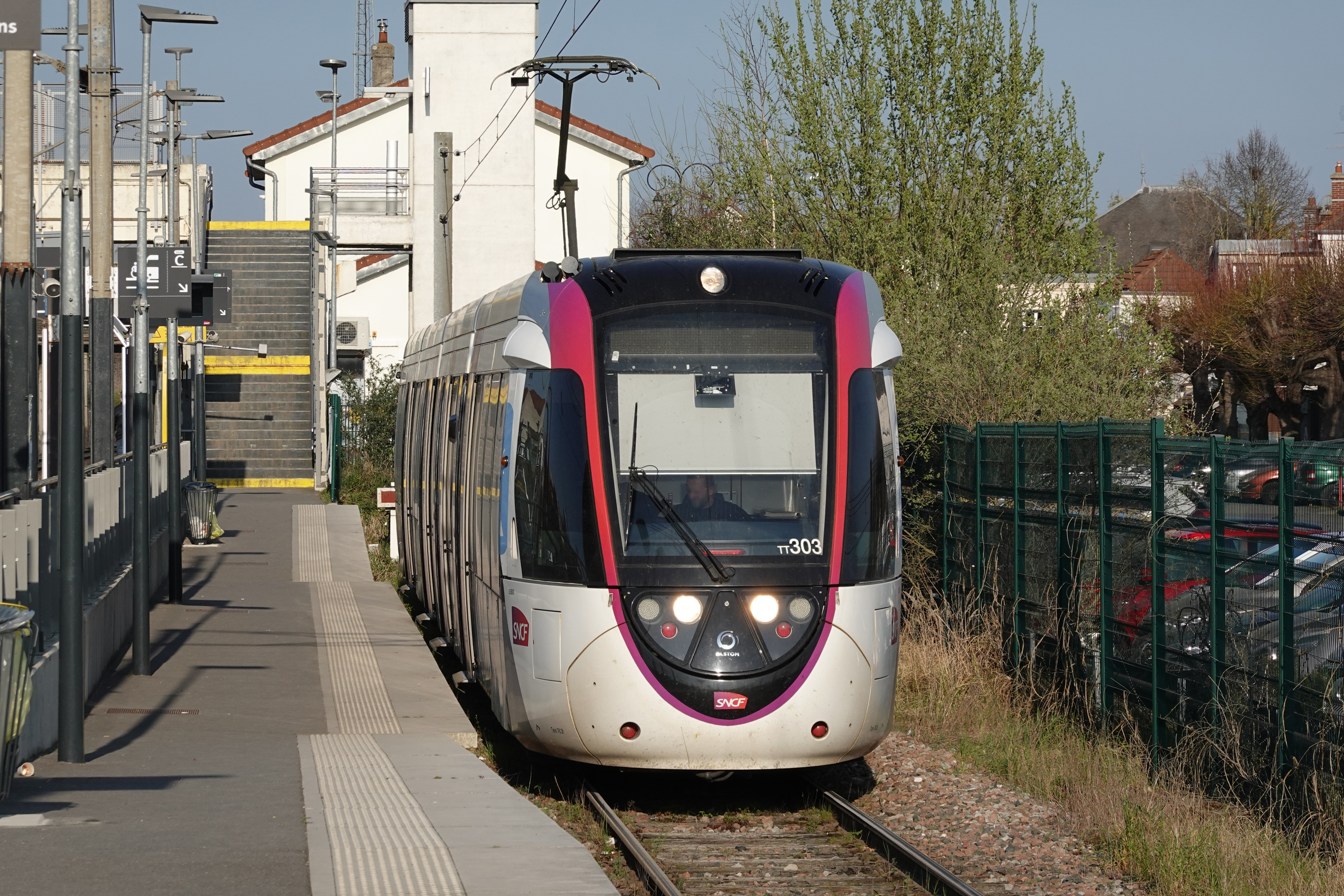
Konečná stanice Esbly

Linka 14 je jednou z linek tramvajové dopravy v regionu Île-de-France. V systému MHD je značena tyrkysovou barvou, její délka je 9,9 km, má 5 zastávek a provozuje ji společnost Keolis. Linka vznikla 22. března 2025 vyčleněním trati Esbly – Crécy-la-Chapelle ze železničního systému Transilien.

## Historie
Trať z Esbly do Crécy-la-Chapelle byla vybudována v roce 1902 na přání obyvatel údolí řeky Grand Morin a jejich zastupitelů. Provozovatelem parních vlaků byla společnost Compagnie des chemins de fer de l'Est, kterou v roce 1938 nahradila SNCF. V roce 1949 byly parní vlaky nahrazeny motorovými vozy a v roce 1974 soupravou s řídicím vozem. Po dokončení elektrizace trati v květnu 1980 byly motorové lokomotivy nahrazeny elektrickými.
V roce 2004 se trať stala součástí linky P systému Transilien. V letech 2011 až 2022 byly na této trati provozovány vlakotramvaje Siemens Avanto, roku 2022 začaly cestující vozit vlakotramvaje Citadis Dualis výrobce Alstom. Od 22. března 2025 jsou všechny spoje na této trati označeny linkou 14, která je součástí tramvajové dopravy v Île-de-France.

## Trať
Trať je dlouhá 9,9 km obsluhuje města Esbly, Montry, Saint-Germain-sur-Morin a Crécy-la-Chapelle. Cesta z konečné na konečnou zabere 12 minut.

Plán linky 14

## Vozový park
Provoz na lince 14 zajišťuje 15 čtyřčlánkových tramvají Alstom Citadis Dualis. Vozidla jsou 42 metrů dlouhá, 2,65 metru široká a pojmou 250 cestujících (4 cestující na m²). Stejný typ vozidel slouží i na linkách 4, 11, 12 a 13.